# 肉球菌属
肉球菌属（学名：Engleromyces）是炭角菌科下的一个属。

## 下属物种
本属包括以下物种：
- 肉球菌 Engleromyces goetzei Henn.
- 中华肉球菌 Engleromyces sinensis M.A.Whalley, Khalil, T.Z.Wei, Y.J.Yao & Whalley